# Peter Hamilton (Radsportler)
Peter Hamilton (* 1952 in Cardiff) ist ein ehemaliger britischer Radrennfahrer und nationaler Meister im Radsport.

## Sportliche Laufbahn
Hamilton stammt aus Wales und bestritt Bahnradsport und Straßenradsport. 1977 gewann er die nationale Meisterschaft in der Mannschaftsverfolgung gemeinsam mit Ronald Keeble, Rik Evans und Glen Mitchell.  1979 gewann er den Titel erneut mit Ronald Keeble, Tony James und Glen Mitchell. 
1982 und 1983 wurde er Dritter der britischen Meisterschaft im Mannschaftszeitfahren. Er gewann eine Reihe von britischen Eintagesrennen, Einzelzeitfahren und Kriterien, in Kontinentaleuropa war er dagegen ohne Erfolg. 1978 und 1982 startete er für Wales bei den Commonwealth Games im Bahnradsport und im Straßenradsport.  